# وزارة المالية والاقتصاد (ألبانيا)
وزارة المالية والاقتصاد (بالألبانية: Ministria e Financave dhe Ekonomisë)‏ هي وزارة ضمن الحكومة الألبانية، مسؤولة عن الأمور المتعلقة بالسياسة الاقتصادية، وميزانية الحكومة المركزية، والضرائب، والخدمات المصرفية، والأمن والتأمين، والعمل الاقتصادي الدولي، والحكومة المركزية والإقليمية والمحلية في البلاد.
في 13 سبتمبر 2017، تمت إعادة هيكلة الوزارة بانضمامها إلى إدارة الاقتصاد.
الوزيرة الحالية هي ديلينا إبراهيماج وذلك منذ 18 سبتمبر 2021.

## التاريخ

### الفترة المبكرة

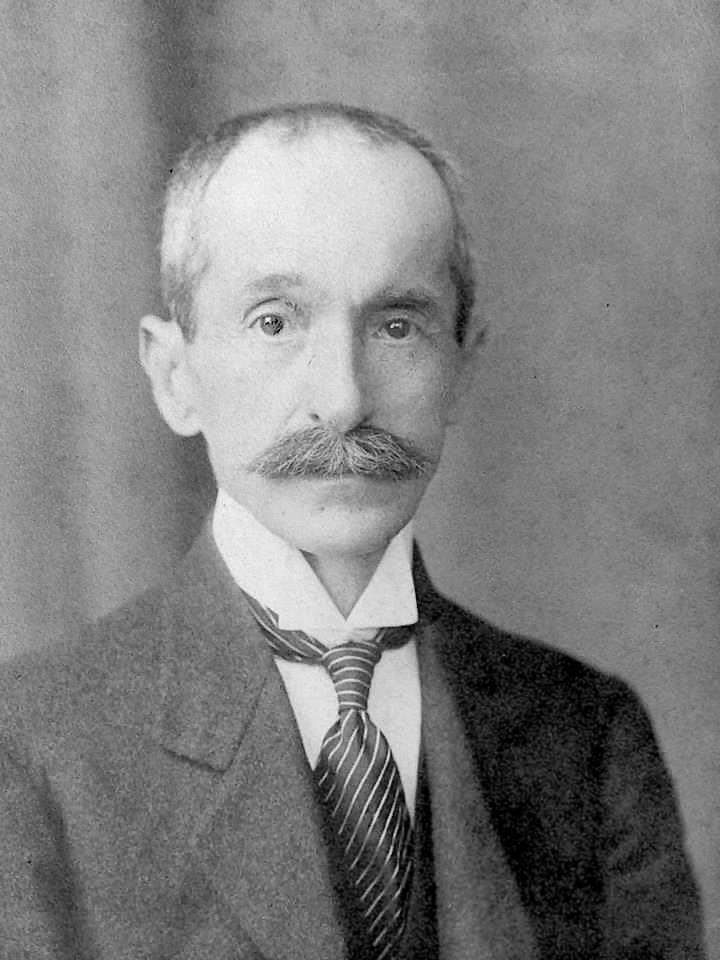
عبدي توبتاني شغل منصب أول وزير للمالية (1912-1914)

تُعتبر الوزارة واحدة من أولى الإدارات التي تم إنشاؤها مباشرة بعد استقلال ألبانيا كجزء من حكومة إسماعيل كمال المؤقتة التي تشكلت في 5 ديسمبر 1912. تم تعيين أول وزير للمالية عبدي توبتاني، حيث تمت تحت قيادته إنشاء أولى المؤسسات المالية في البلاد، مثل إنشاء بنك ألبانيا في 4 أكتوبر 1913، رغم أن ذلك استمر لبضعة أشهر. خلال الحكومة الأولى، تمت الموافقة على القوانين المالية الأولى للتعريفات الجمركية وضرائب الاستيراد والتصدير وغيرها.
مع بداية حرب البلقان الثانية والتمردات الانفصالية لأسعد باشا توبتاني، عرضت القوى العظمى آنذاك حُكم ألبانيا على الأمير فيلهلم، والذي قبله في 7 مارس 1914. وفي الحكومات التي شكلها، تم تعيين جاكو أداميدهي، ولاحقًا فيليب نوجا وزيرًا للمالية الألبانية. ولم يحدث أي شيء يذكر على الصعيد المالي، نظراً لحالة السيطرة في الإقليم والتمردات التي شهدتها مناطق مختلفة خلال هذه الفترة.
وبعد انعقاد مؤتمر لوشنجي في الفترة من 28 إلى 31 يناير 1920 وبعد ولاية حكومة دلفينا أو كما تعرف بالحكومة الوطنية، انتقل مقر وزارة المالية إلى تيرانا. تم تعيين ندوك جوبا وزيراً للمالية. خلال السنوات التالية، تم إنشاء ما يسمى بالمديريات المالية في إشقودرة، ودراس، وإيلبصان، وجيروكاستر، وكورتشي، وفلوره، بالإضافة إلى المكاتب المالية في مدن أخرى. كما دخلت حيز التنفيذ قوانين تحظر تصدير الذهب والفضة والحبوب. كما تم إنشاء مديرية الجمارك والبدء بتحصيل الرسوم الجمركية على البضائع. ثم قانون سك أول ورقة نقدية ألانية. يعود الفضل في الإصلاحات المالية في هذه السنوات إلى ندوك جوبا، وأحمد داكلي، وكول ثاتشي، فضلاً عن أول مدير عام للجمارك الألبانية، أحمد بوريسي.